# Balrog
Pour les articles homonymes, voir Balrog (homonymie).
Un Balrog est une créature de fiction issue du légendaire (legendarium) de l'écrivain J. R. R. Tolkien. C'est une puissante créature démoniaque, un esprit du feu appartenant à la race des Maiar mais corrompu par le mal. Les Balrogs apparaissent pour la première fois dans le roman Le Seigneur des anneaux (1954-1955) dans les chapitres consacrés aux mines de la Moria, mais figuraient déjà dans des écrits antérieurs de Tolkien, apparaissant de manière posthume dans Le Silmarillion (1977) et d'autres ouvrages.
Les Balrogs sont décrits comme des créatures anthropoïdes de grande taille, capables de s'envelopper dans les flammes ou les ténèbres et les ombres, et inspirant une grande peur. Ils apparaissent fréquemment armés de fouets ardents à plusieurs lanières (des chats à neuf queues) et parfois maniant de longues épées à la lame enflammée.
Dans la conception tardive de Tolkien, les Balrogs ne pouvaient pas être facilement détruits ; une puissance significative était requise. Seuls les dragons rivalisaient avec leur capacité de férocité et de destruction et, pendant le Premier Âge de la Terre du Milieu, les Balrogs étaient les êtres les plus redoutés parmi les forces de Morgoth.

## Histoire fictionnelle

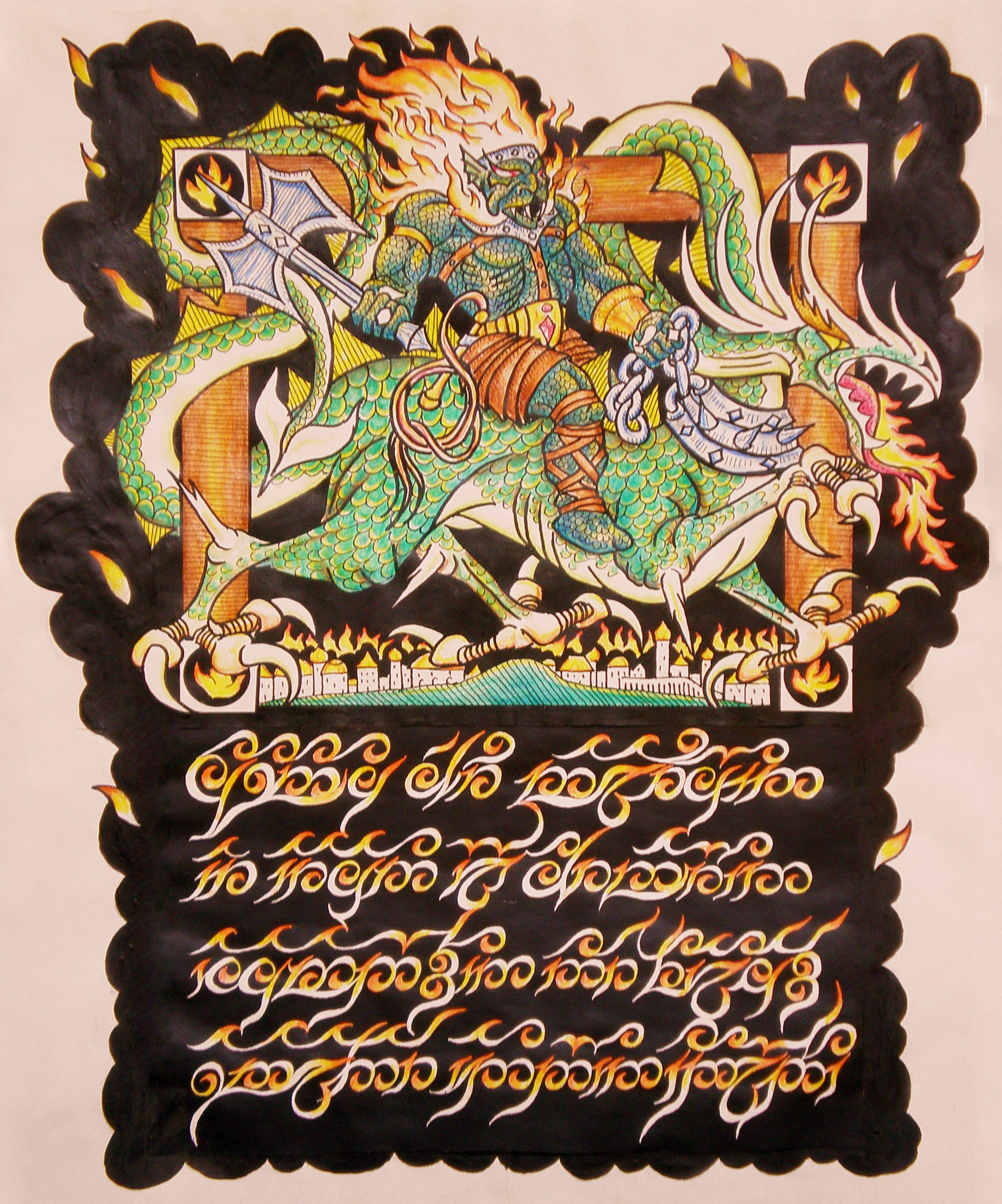
Gothmog, seigneur des balrogs, monte un dragon.

Dans Le Silmarillion, les Balrogs sont des Maiar, des esprits appartenant à la même espèce que Sauron, Gandalf ou Saroumane. Ils ont été séduits par le Vala Melkor (le premier « Seigneur Ténébreux » et maître de Sauron, qui sera connu ensuite sous le nom de Morgoth), qui en a fait ses serviteurs avant la création d'Arda.
Quelques années après l'éveil des Premiers Nés — les Elfes —, les Valar partent en guerre contre Melkor, qui opprime les Elfes et domine la Terre du Milieu. Les Valar font prisonnier Melkor lors de l'assaut de sa place forte, Utumno, qu'ils détruisent. Cependant, ils négligent d'explorer entièrement les profondeurs de cette forteresse ainsi que la seconde place-forte de Melkor, Angband, où se sont réfugiés les serviteurs de Melkor, parmi lesquels se trouvent des Balrogs.
Bien des siècles plus tard, Melkor, désormais appelé Morgoth (« Le Noir Ennemi du Monde » en langue noldor), retourne en Terre du Milieu. Attaqué par Ungoliant, une gigantesque araignée maléfique, il est secouru par les Balrogs toujours réfugiés dans les ruines d'Angband qui entendent son terrible hurlement, accourant à son appel.
Lorsque les Elfes de la race Noldor, venus de l'extrême-ouest (de Valinor) arrivent sur la Terre du Milieu dans la région du Beleriand, ils sont sur les talons de Morgoth, ce dernier s'étant enfui de Valinor avec Ungoliant en emportant les Silmarils de Fëanor et en tuant le père de celui-ci, le roi Finwë. Là, les Noldor remportent une première victoire contre les armées Orques de Morgoth (lors de la bataille de Dagor-nuin-Giliath). Poussé par cette victoire, Fëanor, ivre de vengeance, poursuit les fuyards en direction d'Angband mais se retrouve isolé, constituant alors une cible de choix pour les Balrogs qui surgissent soudain des profondeurs d'Angband. Attaqué de toute part, Fëanor est blessé mortellement par leur prince, le Balrog Gothmog.
Les Balrogs participent également aux batailles de Dagor Bragollach et Nírnaeth Arnoediad, durant lesquelles les Noldor sont vaincus ; lors de la seconde bataille, le Haut roi Fingon est tué par Gothmog. Les Balrogs sont de nouveau présents lors de l'assaut sur la cité cachée de Gondolin (du roi Turgon), mais deux d'entre eux y sont tués : l'Elfe Ecthelion de la Source et Gothmog s’entre-tuent au pied de la Tour du roi ; Glorfindel affronte un autre Balrog pour permettre aux quelques rescapés du saccage de la ville de s'échapper du cercle des montagnes entourant Gondolin. Leur duel s'achève lorsque, au bout du compte, ils tombent tous deux dans l'abîme.
La plupart des Balrogs sont détruits à la fin du Premier Âge, lors de la guerre de la Grande Colère, « sauf quelques-uns qui s'enfuirent pour se cacher dans des grottes inaccessibles dans les racines de la Terre »
Parmi ceux-ci figure le Balrog surnommé le « Fléau de Durin ». Dans le premier tome du Seigneur des anneaux, La Communauté de l'Anneau, on apprend que celui-ci a été libéré en l'an 1980 du Troisième Âge par les Nains vivant sous la montagne de Khazad-dûm, à force de creuser toujours plus profondément les galeries des Mines de la Moria en quête du précieux métal mithril. Le Balrog tue Durin VI puis son fils Náin Ier, ce qui force les nains restants à fuir leur cité. Le Balrog est vaincu en 3019 T.A. par Gandalf, au terme d'un duel débuté sur le Pont de Durin, à la sortie est de la Moria, et achevé au sommet du mont Celebdil.

## Caractéristiques

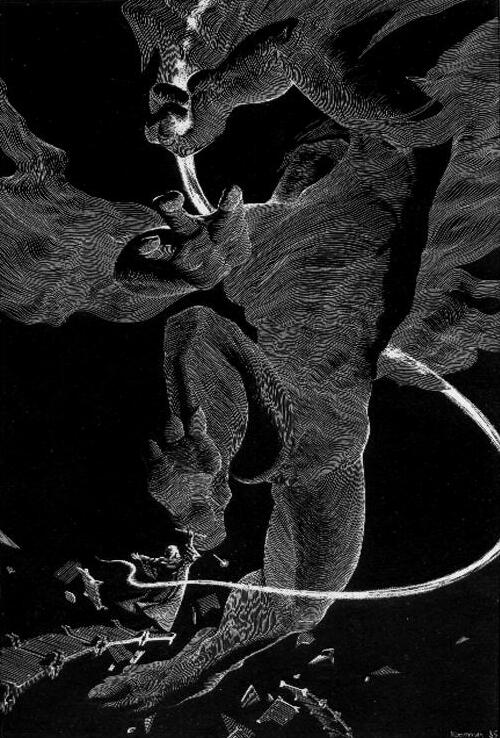
Le Balrog à Khazad-dûm

La conception des Balrogs selon Tolkien évolua au fil du temps. Dans La Chute de Gondolin, écrit vers 1916-1917, ils existent en grand nombre : Ecthelion en tue trois et Tuor cinq, et le peuple de Rog en élimine une quantité qualifiée de « prodige ». Leur taille est alors double de celle d'un elfe, et on les voit à plusieurs reprises chevaucher des dragons. Ils sont dès l'origine des démons féroces, liés au feu et armés de fouets. Le grand nombre de Balrogs perdure dans la Quenta Silmarillion de 1937 : un millier de Balrogs y sont dits prendre part à la bataille des Larmes innombrables.
À partir du Seigneur des anneaux, le Balrog devient plus puissant et imposant. Christopher Tolkien remarque toutefois que les Annals of Aman, en 1958, présentent toujours Melkor commandant « une armée de Balrogs », et ce n'est que dans une note tardive, en marge du manuscrit de ce texte, que Tolkien envisage que « au plus 7 [Balrogs] aient jamais existé ». Ils ont alors cessé d'être des créatures de Melkor pour devenir des Maiar, des Ainur mineurs, à l'image de Gandalf ou de Sauron, ce qui implique que seules leurs formes corporelles peuvent être détruites.
Tolkien indique que les Valar et les Maiar peuvent changer de forme à volonté, et se mouvoir « dénudés », autrement dit invisibles et sans forme. Toutefois, Morgoth et Sauron perdent successivement ces capacités : le premier est incapable de guérir les blessures causées par les Silmarils, par Fingolfin et par Thorondor, tandis que le second ne peut plus prendre d'apparence plaisante à l'œil après la destruction de Númenor. Tolkien n'indique pas explicitement ce qu'il en est pour les Balrogs.
Dans La Communauté de l'Anneau, au chapitre « Le Pont de Khazad-dûm », le Balrog apparaît comme « une grande ombre, au milieu de laquelle se dressait une masse sombre, peut-être une forme d'homme, mais plus grande ». Sa forme et sa taille exacte ne sont pas dites précisément, ce qui a donné lieu à de nombreux débats, notamment sur l'existence ou non d'ailes, mentionnées à deux reprises dans la description de Tolkien :

« Son ennemi s'arrêta de nouveau face à lui, et l'ombre qui l'entourait s'étendit comme deux vastes ailes. »

« [Le Balrog] se redressa soudain jusqu'à une grande stature, et ses ailes s'étendirent d'un mur à l'autre […] »

La question est de savoir si ces « ailes » ont une existence concrète, ou s'il s'agit seulement d'une image pour décrire le manteau d'ombre du Balrog,,, en effet celles-ci n'empêchent pas la chute du Balrog dans l'abîme.
Le Balrog de la Moria est armé du classique fouet ardent à plusieurs lanières, ainsi que d'une épée enflammée. Dans Le Silmarillion, des Balrogs étaient représentés armés de haches noires. Des écrits antérieurs mentionnent des flèches enflammées, des griffes d'acier et des mailles de fer.

## Étymologie
Le nom Balrog est très ancien, apparaissant dès La Chute de Gondolin (v. 1916-1917). Dans ses lexiques des années 1920, Tolkien explique ce nom goldogrin comme provenant de bal « angoisse, supplice » ou balc « cruel » + graug « démon ». Son équivalent quenya est incertain : Christopher Tolkien mentionne les noms araukë, Malkaraukë ou Valkaraukë.
Par la suite, une liste de noms des années 1930 décrit ce nom comme d'origine orque, sans équivalent quenya, « Malaroko- emprunté ». Il apparaît par la suite dans « Les Étymologies » sous les radicaux ÑGWAL « tourment » et RUK « démon », avec l'équivalent quenya Malarauko.
La dernière pensée de Tolkien à ce sujet apparaît dans l'essai linguistique « Quendi and Eldar », rédigé vers 1960 : Balrog y est indiqué comme équivalent du quenya Valarauko « Démon de Puissance ». Cette étymologie est reprise par Christopher Tolkien dans Le Silmarillion.
Le pluriel sindarin de Balrog est inconnu : Tolkien utilise systématiquement Balrogs, utilisant la marque plurielle de l'anglais (et du français) -s. Il utilise en un endroit Balrogath, mais le suffixe -ath est un pluriel de classe et non un pluriel simple : Balrogath désigne donc « l'ensemble des Balrogs » plutôt que « des Balrogs ». Helge Fauskanger suggère deux pluriels sindarins « purs » possibles : Balroeg ou Belryg. En revanche, le pluriel de Valarauko est attesté : Valaraukar.
Sur le pont de Khazad-dûm, Gandalf appelle le Balrog « flamme d'Udûn ». Udûn est le nom sindarin d'Utumno, la première forteresse de Morgoth.

## Quelques Balrogs représentatifs

### Gothmog

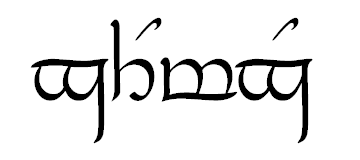
Le nom « Gothmog », transcrit en tengwar.

Gothmog — nom également porté par le commandant des armées de Sauron en Mordor au Troisième Âge, Gothmog de Morgûl — est à l'origine le prince des Balrogs. Il était le plus puissant des Balrogs et, avec Sauron, était l'un des principaux lieutenants de Morgoth (il portait le titre de « Capitaine d'Angband »).
Au combat, Gothmog était accompagné d'autres Balrogs et d'une garde rapprochée de Trolls. Son arme de prédilection était une grande hache noire. Il combattit lors de la plupart des batailles du Premier Âge au Beleriand, tuant le seigneur-Elfe Fëanor (le créateur des Silmarils) lors de la bataille de Dagor-nuin-Giliath, et tuant également le roi des Ñoldor, Fingon lors de Nírnaeth Arnoediad. Gothmog mourut ensuite lors de la chute de la cité de Gondolin, après un duel homérique face à l'Elfe Ecthelion, un des seigneurs de la ville ; les deux combattants tombèrent dans le précipice jouxtant Gondolin et y moururent.
La signification de son nom n'est pas claire : « Gothmog » pourrait signifier la « voix de (Mor)goth », ou le « maître de la peur »,.

### Lungorthin
« Mais Lungorthin Chef des Balrogs le frappe à la bouche ; et Morgoth sourit… » Les Lais du Beleriand
Lungorthin est un Balrog qui n'apparaît que dans le Lai des Enfants de Húrin, où il se distingue en frappant Húrin après que celui-ci eut été capturé par les troupes de Morgoth. Il est possible que ce soit le premier nom de Gothmog ; néanmoins, selon Christopher Tolkien, il serait plutôt simplement « un seigneur Balrog ».

### Le Fléau de Durin
Le Fléau de Durin (ou la Malédiction de Durin) est le surnom donné à un des Balrogs rescapés de la Guerre de la Grande Colère au Beleriand, qui marqua la fin du Premier Âge de la Terre du Milieu. Afin d'échapper aux Valar, ce Balrog s'était réfugié dans les entrailles des Monts Brumeux. Ancien esprit servant les Valar, corrompu par Morgoth au moment de la création de la Terre du Milieu (comme le fut Sauron), il resta inactif tout au long du Second Âge.
Sous les Monts Brumeux, le Balrog s'établit sous le plus haut pic, le Caradhras (en sindarin ; Barazinbar en khuzdul, la langue des Nains, Redhorn, « Corne rouge » en westron, la langue des hommes de l'ouest). Depuis le Premier Âge, les Nains du peuple de Durin s'étaient établis sous les pics voisins du Celebdil et du Fanuidhol, élargissant les grottes naturelles pour y creuser la vaste demeure de Khazad-dûm (Cavenain). Au début du Second Âge, la découverte de mithril dans ces montagnes poussa les Nains à exploiter une veine de ce minerai qui s'enfonçait toujours plus profondément sous le Caradhras. L'attrait du mithril était tel qu'il dépassait les craintes des Nains, qui surnommaient le Caradhras « Le Cruel » en raison de son temps très instable et en apparence hostile, sans doute du fait de la volonté maligne du Balrog.
En l'an 1980 du Troisième Âge, lors de leur travail, les Nains réveillèrent accidentellement le Balrog. Ignorant la nature de la créature, leur roi, Durin VI tenta de le combattre, mais fut tué de la main même du Balrog. Les Nains baptisèrent alors ce Balrog le « Fléau de Durin » (Durin's Bane) en souvenir de leur roi. Un an plus tard, à la mort du roi Náin Ier, fils de Durin VI et également victime du Balrog, les survivants abandonnèrent Khazad-dûm à « l’Ombre et la Flamme ».
Les Elfes sylvains de Lothlórien (située non loin à l'est de Khazad-dûm) eurent vent du désastre et ressentirent les effets de cette « Peur sans nom », dont l'origine n'était alors pas encore clairement identifiée et donnèrent à Khazad-dûm le nom de « Moria », c’est-à-dire le « Gouffre noir ». Le réveil du Balrog accéléra le départ des Elfes Sylvains vers l'ouest, quittant la Terre du Milieu, en particulier ceux de la maison de Nimrodel.
Durant près de cinq siècles, Khazad-dûm resta vide, en proie aux ténèbres et à la terreur. La date d'arrivée des Orques en Moria est incertaine. D'après les Contes et légendes inachevés, les Orques investirent d'eux-mêmes la Moria tandis que l'Appendice B du Seigneur des Anneaux ne mentionne pas d'Orques en Moria avant que Sauron n'en envoie en l'an 2480 T.A., dans le cadre d'une opération destinée à bloquer tous les passages traversant les Monts Brumeux. Le Balrog toléra leur présence, les ralliant à lui par la peur.
En 2790 T.A., le roi nain Thrór s'aventura en Moria, mais fut tué par le chef orque Azog. Cet événement entraîna la Guerre des Nains et des Orques, qui culmina avec la bataille d'Azanulbizar devant les portes de la Moria. Malgré la victoire des Nains, Khazad-dûm ne fut pas reprise, par peur de la Malédiction de Durin. Lorsqu'en 2989 T.A., Balin tenta de reconquérir le royaume de ses ancêtres, la peur suscitée par le Balrog et les Orques gardant les lieux contribuèrent à l'échec de son entreprise.
À l'hiver 3018 du Tiers-Âge, la Communauté de l'Anneau guidée par le magicien Gandalf traverse la Moria d'ouest en est. Alors que le groupe arrive à la « Salle de Mazarbul »,, ils sont attaqués par une importante compagnie d'Orques et doivent s'enfuir de la pièce par un passage fermé d'une porte de pierre. Alors qu'il lance un sortilège de fermeture sur la porte, Gandalf se voit confronté sans le savoir pour la première fois au Balrog qui, arrivé dans la salle, tente d'ouvrir la porte. Durant l'affrontement entre les deux volontés, la porte de pierre vole en éclats, Gandalf ayant eu le temps de voir « quelque chose de sombre comme un nuage [qui] obnubilait toute la lumière intérieure ». Il racontera peu après à ses compagnons qu'« [il] s'était soudain trouvé devant quelque chose qu'[il] n'avait jamais encore rencontré ».
Alors que le groupe, mené par Gandalf, franchit le pont de Durin, une étroite construction de pierre au-dessus d'un abîme, tout proche de la sortie est de la Moria, la créature apparaît de nouveau derrière eux. L'Elfe Legolas l'identifie immédiatement comme un Balrog et le Nain Gimli s'écrie : « Le Fléau de Durin ! ». Gandalf affronte ensuite le démon en combat singulier sur le pont. Après un duel périlleux, Gandalf parvient à briser le pont sous les pieds du Balrog, l'envoyant dans l’abîme, mais celui-ci l'entraîne dans sa chute en emprisonnant une de ses jambes avec son fouet. La fin du combat entre Gandalf et le Balrog ne sera connue que par le récit qu'en fera Gandalf à ses compagnons (Aragorn, Gimli et Legolas), bien plus tard dans la forêt de Fangorn. Gandalf racontera que le combat s'est poursuivi dans la chute, puis au sortir de l'eau profonde au fond de l'abîme. Le Balrog, ayant le dessous, s'enfuit via les galeries profondes qui se trouvent sous la Moria. Il entraîne ensuite Gandalf, via l'Escalier sans fin — qui mène des profondeurs de la Moria au sommet du Celebdil — jusqu'à la Tour de Durin, au sommet de la montagne. La « Bataille de la cime » entre Gandalf et le Balrog durera sept jours, à l'issue de laquelle Gandalf réussit à vaincre son adversaire, dont le corps s'écrase en contrebas du Zirak-zigil pour disparaître à jamais.

## Adaptations dans d'autres médias

### Cinéma
Les adaptations cinématographiques du Seigneur des anneaux ont fait des choix différents concernant la taille et les ailes. Dans la version animée de 1978 par Ralph Bakshi, le Balrog a un corps de forme humaine avec une tête de lion, et des ailes à plusieurs membranes à la manière d’une chauve-souris ; beaucoup plus grand qu’un homme, il peut voler.
Dans les films de Peter Jackson, La Communauté de l’anneau et Les Deux Tours, sortis respectivement en 2001 et 2002, le Balrog est un grand monstre ailé qui semble fait de lave couverte d’une croûte noire ; lors du combat avec Gandalf, il tombe dans les profondeurs sans pouvoir voler. Les films de Peter Jackson ont en fait utilisé les dessins de John Howe, déjà utilisés par plusieurs produits ; l’illustrateur se justifie d’un « pourquoi pas ? ». Cependant, dans le jeu vidéo Le Tiers Âge (adapté du film), le combat contre le Balrog montre ce dernier utilisant une attaque nommée « Piliers de la Colère » le faisant s'envoler de quelques mètres en battant des ailes avant de retomber lourdement au sol.
À la différence du livre, dans le film Saroumane insinue que Gandalf est informé de la présence du Balrog en Moria[réf. nécessaire], et que c'est pour cette raison qu'il répugne à y pénétrer, tandis que dans le livre Gandalf est conscient qu'une puissance inconnue a poussé les Nains à fuir leur cité, mais il ne peut deviner qu'il s'agit d'un Balrog. Dans le livre, la tentative de passer par le col et d'éviter la Moria est due à Aragorn. Ce dernier pressent la chute de Gandalf s'il pénètre dans les mines de la Moria, Gandalf étant initialement plus favorable à cette voie.
Le Balrog apparait également dans la série Les anneaux de pouvoirs lorsque le père de Durin IV, Durin III, possédé par l'anneau magique forgé par Sauron qu'il porte, creuse trop profond et se sacrifie face au monstre, laissant le trône à son fils.

### Jeux vidéo
Le Balrog apparaît dans plusieurs jeux vidéo qui sont des adaptations de l’univers de Tolkien.
- Dans La Guerre de l’anneau (2003), les Balrogs peuvent être invoqués par les adeptes de Sauron.
- Dans Le Seigneur des Anneaux : Le Tiers-Âge (2004), le Balrog utilise ses ailes pour voler, et cause des dommages par le feu lorsqu’il retombe au sol.
- Dans les jeux de stratégie temps-réel inspirés de la trilogie de Peter Jackson : Le Seigneur des Anneaux : La Bataille pour la Terre du Milieu (2004) et sa suite (2006), les Balrogs utilisent leurs ailes sur de courtes distances.
- Dans le MMORPG Le Seigneur des Anneaux Online : Les Ombres d’Angmar (2007), est inventé Thaurlach, un Balrog rendu peu puissant par un long enfermement.
  - dans l’extension Les Mines de la Moria (2008), on croise le Fléau de Durin dans une mission en flashback ; les joueurs n’ont d’autre solution que de le fuir.
- Dans Le Seigneur des Anneaux : L'Âge des conquêtes (2009), le Balrog est un personnage jouable.
- Dans Lego Le Seigneur des anneaux (2012), inspiré de la trilogie de Peter Jackson, la Communauté de l'anneau se retrouve dans les Mines de la Moria face au Fléau de Durin, et n'a pas d'autre choix de le fuir avant que Gandalf ne l'affronte comme dans le premier et le deuxième film.
- Dans La Terre du Milieu : L'Ombre de la guerre (Middle-Earth : Shadow of War, 2017), un Balrog du nom de Tar Goroth est l'un des boss du jeu, qui sera vaincu lors d'une série de quêtes données par l'esprit de Carnaan.

Par ailleurs, il apparaît dans d'autres jeux vidéo.
- Dans MapleStory (2003), le Balrog est un esprit maléfique de Sleepywood.
- Dans le MMORPG Archlord (2005), un Balrog est un boss présent à Rensron situé au sud-est de Windrill, ainsi que une version géante nommé Balor King présent dans le donjon Asylum.
- Dans Counter-Strike Nexon: Zombies (pt) (2014), le Balrog est une série d'armes anti-zombies.
- Dans Lego Dimensions (2015), le Balrog est combattu par Batman et Gandalf dans la cinématique d'introduction, puis apparaît en tant que boss du niveau se déroulant dans la Terre du Milieu.